# Willie Nolan
Willie Nolan (Bray, Wicklow, 25 maart 1897 – 4 maart 1939) was een Iers golfprofessional.

## Levensloop
Het is niet helemaal zeker dat Nolan geboren werd in 1897, het zou ook 1895 kunnen zijn. Als jongeling werd hij eerst zeeman en voer in de Dardanellen, later werd hij mijnwerker en havenarbeider. In 1917 werd zijn schip door een torpedo getroffen en dreef hij vier uur lang met dertig lotgenoten in een reddingsboot rond.
In 1921 werd hij golfprofessional op de County Sligo Golf Club. Daarna werkte hij op enkele andere clubs en ten slotte op Portmarnock van 1925 tot 1939.
In 1927 deed hij mee aan het eerste Iers Open en vestigde een baanrecord van 72. Hij werd tweede bij het Iers PGA-kampioenschap in 1925, 1928, 1935 en 1938 maar won het nooit.
In 1930 won hij een 72-holestoernooi in Bundoran de 18-holes-play-off van P O'Connor. Het prijzengeld was 70 pond.
Nolan overleed op 42-jarige leeftijd aan kanker. Hij werd wel de 'Vader van de Ierse PGA' genoemd. Dat hij populair was bij zijn collegae blijkt uit het feit dat een jaar na zijn dood de Willie Nolan Memorial werd ingesteld, een toernooi dat onder andere tien keer door Harry Bradshaw werd gewonnen.

## Willie Nolan Memorial
Van 1940 tot 1956 werd de Memorial gespeeld. Daarna werd de cup uitgereikt aan de winnaar van het Ierse PGA-kampioenschap. Tegenwoordig is de cup bestemd voor de winnaar van het Kampioenschap van Ierse Clubprofessionals.
| Jaar | Winnaar              | Baan           |
| ---- | -------------------- | -------------- |
| 1940 | Fred Daly            | Cork           |
| 1941 | Harry Bradshaw       | Royal Portrush |
| 1942 | Harry Bradshaw       | Dun Laoghaire  |
| 1943 | Harry Bradshaw       | Hermitage      |
| 1944 | Harry Bradshaw       | Portmarnock    |
| 1945 | Fred Daly            | Portmarnock    |
| 1946 | Fred Daly            | Royal Belfast  |
| 1947 | Joe McCartney        | Newlands       |
| 1948 | Harry Bradshaw       | Cliftonville   |
| 1949 | J. Carroll           | Dundalk        |
| 1950 | Harry Bradshaw       | Clandeboye     |
| 1951 | Harry Bradshaw       | Milltown       |
| 1952 | Harry Bradshaw       | Warrenpoint    |
| 1953 | Fred Daly            | Dun Laoghaire  |
| 1954 | Harry Bradshaw       | Clontarf       |
| 1955 | Christy O'Connor sr. | Warrenpoint    |
| 1956 | Harry Bradshaw       | Milltown       |